# 3980 Hviezdoslav
3980 Hviezdoslav è un asteroide della fascia principale. Scoperto nel 1983, presenta un'orbita caratterizzata da un semiasse maggiore pari a 3,1240121 UA e da un'eccentricità di 0,1630021, inclinata di 2,28226° rispetto all'eclittica. Il suo nome è un omaggio al poeta slovacco Pavol Országh Hviezdoslav.